# Co.torrita
Constança Ramis i Ferrer (Palma, 1995), coneguda a les xarxes socials com a Co.torrita, és una creadora de contingut digital mallorquina en llengua catalana. La seva activitat digital se centra en la divulgació cultural, social i d'actualitat relacionada amb Mallorca.
Es formà en Economia i Relacions Internacionals, i posteriorment cursà un màster en Estudis Globals. Després d'haver residit en diversos països, com els Països Baixos, Turquia, Suècia i els Estats Units, l'any 2023 retornà a Mallorca, i el 2024 inicià el seu projecte digital a les xarxes socials. Amb el lema «Lo local és global», destaca pels seus vídeos breus, pel contingut participatiu i per seccions com «El millor cafè de Palma», «Llongueta a foravila» i «Conta-m'ho, reina!», aquesta darrera creada juntament amb el perfil Parlars Mallorquins. També ha participat a programes com La Tropa d'IB3.
L'any 2025 fou finalista dels Premis CRIT en la categoria d'informació i actualitat, i rebé el guardó a millor creadora emergent de l'any.